# Богдан Футей
Д-р Богда́н Футе́й (Bohdan A. Futey; нар. 28 червня 1939, м. Бучач або Верб'ятин, тепер Тернопільська область, Україна) — суддя Федерального претензійного суду США (1987—2002), правник, адвокат, політичний і громадський діяч. Доктор права, професор (1968).

## Життєпис
Батько — Петро Футей (нар. 15.7.1914, Бариш), фундатор Гарвардського Центру Українських Студії (ГЦУС), надав для видання книги «Бучач і Бучаччина» 130$; мати — Марія Футей, з дому Ворощук.
У 1943 чи 1944 родина Футеїв виїхала до Німеччини (табори для біженців Ф'юсен та Міттенвальд), згодом оселилися в Арґентині, де Футей закінчив гімназію.
Від 1957 — в США, де, зокрема:
- у м. Клівленд закінчив Університет Вестерн Резерв (1962, бакалавр; 1962, магістр) Юридичний коледж Клівленд-Маршал Університету штату Огайо (1968, доктор права).
- співзасновник і партнер юридичної фірми «Футей та Раковський» (1968—1972).
- 1972—1974 — головний помічник прокурора поліції Клівленда, 1974—1975 — помічник мера Клівленда. Організатор і партнер правничої фірми «Базарко, Футей і Оришкевич» (1975—1984). 1984—1987 Футей очолював комісію з урегулювання міжнародних позовів США.
- 1987—2002 — суддя Федерального претензійного суду Сполучених Штатів Америки, перший із суддів федеральних судів США, які призначаються президентом США, народжений в Україні.

### Громадська і політична діяльність
- Викладач конституційного права УВУ (м. Мюнхен), університету Пасау (Німеччина), Київського та Львівського національних університетів.
- Член виборчої команди під час президентської кампанії Рональда Рейгана.
- Голова Українського клубу, Українсько-американської асоціації та їх Федерації, Центрального союзу українського студенства. Член та голова Клівлендського бюро СУМ в Америці. Головний адвокат Української національної асоціації, голова Об'єднання українських організацій Великого Клівленду, заступник голови Українського конґресного комітету Америки.
- Член Американської асоціації адвокатів і української асоціації адвокатів Америки.
- Радник Міжнародної фундації виборчих систем, офіційний спостерігач на виборах до ВР України (1994, 1998) та виборах Президента України (1994). Член Координаційного комітету допомоги Україні. Учасник програм обміну суддями, консультант робочої групи ВР України з підготовки Конституції України.
- Автор наукових розвідок та публікацій про виборче право України, організатор і учасник конференцій та симпозіумів із цієї проблематики.
- Учасник 2-ох світових конґресів українських юристів (1994, 1996).

### Відзнаки
- Орден князя Ярослава Мудрого (1995)[джерело?]
- Орден «За заслуги» I ст. (22 січня 2022) — за значний особистий внесок у державне будівництво, соціально-економічний, науково-технічний, культурно-освітній розвиток Української держави, зміцнення міжнародного авторитету України, вагомі трудові досягнення, багаторічну сумлінну працю[4]
- Орден «За заслуги» II ст. (3 грудня 1999) — за особисті заслуги у розвитку правової системи України та реформуванні судоустрою[5]
- Почесна відзнака Президента України (23 серпня 1995) — за значний особистий внесок у розвиток українсько-американських відносин, розбудову системи законодавства України[6]
- відзнака СБУ (2007)
- Почесний доктор ТАНГ (нині ЗУНУ), Національного університету «Києво-Могилянська академія» (2008), Закарпатського державного університету, професор Прикарпатського національного університету (м. Івано-Франківськ) та УВУ